# Notre-Dame de Cocody
Notre-Dame de Cocody, érigée le 7 octobre 2023, est une tour mariale situé dans la commune de Cocody en Côte d'Ivoire. L'édifice fait 24 mètres de haut et la statue de la Vierge Marie au sommet fait 5 mètres.

## Histoire
La construction de Notre Dame de Cocody remonte au 26 octobre 2019, lors d'une messe de consécration de la commune de Cocody à l'Auguste Mère de Dieu. Cet événement a lieu à la paroisse Saint-Jean de Cocody. C'est à cette date que la décision de construire une tour mariale dans la commune est prise. 
Le 15 août 2023, la statue Notre Dame de Cocody quitte l'Italie où elle est fabriquée. Elle arrive à Abidjan le 2 septembre 2023 par bateau. La construction de la tour est réalisée par PFO, l'entreprise qui a construit la Basilique Notre-Dame de la Paix de Yamoussoukro.
Sa construction prend fin le 1er octobre 2023 et Notre Dame de Cocody est consacrée et inaugurée le 7 octobre 2023, le jour de la fête de Notre Dame du Rosaire par cardinal Jean-Pierre Kutwa au cours d'une messe à la paroisse Saint-Jean de Cocody,, en présence de plusieurs personnalité politiques et religieux, dont le ministre Justin Katinan Koné, les maires de la Commune du Plateau, Ehouo Jacques, de Port-Bouët, Emmou Sylvestre, et l'abbé Éric Norbert Abekan, curé de la paroisse Saint-Jacques de Cocody Deux-Plateau Vallons,.
Le financement de la construction de cette tour mariale est assuré par Jean-Marc Yacé et son épouse, membre de la communauté catholique de la paroisse Saint-Jean de Cocody. Il s'agit d'un don du maire de la commune de Cocody Jean-Marc Yacé,.

## Description
La tour mariale à une hauteur total de 24 m. Au sommet se trouve une statue de la Vierge Maire, haute de 5 mètres. Cette statue, fait 780 kilogrammes. Elle est fabriquée en matériau PET-g, fixé sur des tiges en acier, et recouverte de laiton moulé.

## Consécration
Inaugurée le jour de la fête de Notre Dame du Rosaire, elle est consacrée à la mémoire de Notre Dame du Saint Rosaire et la tour mariale est baptisée Notre Dame de Cocody, du nom de la commune de Cocody où l'édifice est érigé,. La statue qui est au sommet de la tour est une statue de la Vierge Marie dénommée « Notre-Dame, secours des fidèles ». Le lieu devient ainsi un lieu de prière, de recueillement et de pèlerinage pour la communauté catholique ivoirienne en général,.

## Polémique
Le jour de l'inauguration, les images de la statue de Notre Dame de Cocody envahissent les réseaux sociaux et soulèvent la question du principe de laïcité. En effet, alors que certains saluent la construction de la tour mariale, d'autres estiment que le don du maire Jean-Marc Yacé à la communauté catholique, en tant qu'autorité administrative de la commune de Cocody, irait à l'encontre du principe de laïcité inscrit dans la constitution ivoirienne.
La présence de la statue de la Vierge Marie suscite également une nouvelle fois le débat entre protestants et catholiques sur la vénération de Marie.